# Hans Fritzsche (lekkoatleta)
Hans Fritzsche (ur. 10 lipca 1960) – niemiecki lekkoatleta specjalizujący się w krótkich biegach sprinterskich.

## Sukcesy sportowe
- dwukrotny medalista halowych mistrzostw Republiki Federalnej Niemiec w biegu na 60 m: srebrny (1985), brązowy (1982)[1]
- złoty medalista drużynowych mistrzostw Republiki Federalnej Niemiec (1980, w barwach klubu TV Wattenscheid)[2]

| Rok  | Miasto    | Zawody                      | Konkurencja        | Wynik       |
| ---- | --------- | --------------------------- | ------------------ | ----------- |
| 1979 | Bydgoszcz | mistrzostwa Europy juniorów | sztafeta 4 x 100 m | złoty medal |

## Rekordy życiowe
- bieg na 60 m (hala) – 6,76 – Pireus 02/03/1985